# Coppa Italia 2004 (pallacanestro femminile)
La Coppa Italia di pallacanestro femminile 2004 (Final Eight anche detta Coppa Italia Phard) si è disputata dal 6 all'8 dicembre 2003 al PalaCollana di Napoli. Vi hanno preso parte le otto squadre che al termine del girone d'andata del campionato di Serie A1 occupavano i primi posti in classifica dei due gironi, ovvero per il primo girone Meverin Parma, Rovereto Basket, Pool Comense e HS Penta Faenza in sostituzione della Delta Alessandria, per il secondo girone Famila Schio, TermoCarispe La Spezia, Phard Napoli e Umana Venezia.
I quarti hanno visto prevalere la Famila Schio sulla Penta Faenza per 85-73, la Pool Comense su Termocarispe La Spezia per 60-55, la Meverin Parma è stata sconfitta dalla Umana Venezia (67-84) e il Bpt Rovereto è uscito sconfitto dalle padroni di casa della Phard Napoli (72-73). Nella semifinali le atlete di Schio hanno superato quelle di Napoli per 64-63, mentre tra la Pool Comense e la Umana Venezia, accedono in finale le venete (73-84).
Ha vinto il torneo la Famila Schio al suo terzo titolo, battendo in finale la Reyer Venezia per 52-48.

## Tabellone
|  | Quarti di finale | Quarti di finale | Quarti di finale |               |                 | Semifinali   | Semifinali | Semifinali |  |  | Finale | Finale       | Finale |
|  |                  |                  |                  |               |                 |              |            |            |  |  |        |              |        |
|  | B1               | Famila Schio     | 85               |               |                 |              |            |            |  |  |        |              |        |
|  | A4               | C.A. Faenza      | 73               |               |                 |              |            |            |  |  |        |              |        |
|  | A4               | C.A. Faenza      | 73               |               | B1              | Famila Schio | 64         |            |  |  |        |              |        |
|  |                  |                  |                  |               | B1              | Famila Schio | 64         |            |  |  |        |              |        |
|  |                  | B3               | Napoli Vomero    | 63            |                 |              |            |            |  |  |        |              |        |
|  | A2               | B3               | Napoli Vomero    | 63            | Rovereto Basket | 72           |            |            |  |  |        |              |        |
|  | A2               |                  |                  |               | Rovereto Basket | 72           |            |            |  |  |        |              |        |
|  | B3               | Napoli Vomero    | 73               |               |                 |              |            |            |  |  |        |              |        |
|  |                  |                  |                  |               |                 |              |            |            |  |  | B1     | Famila Schio | 52     |
|  |                  |                  | B4               | Reyer Venezia | 48              |              |            |            |  |  |        |              |        |
|  | A3               | Pool Comense     | 60               |               |                 |              |            |            |  |  |        |              |        |
|  | B2               | Bk. Spezia Club  | 55               |               |                 |              |            |            |  |  |        |              |        |
|  | B2               | Bk. Spezia Club  | 55               |               | A3              | Pool Comense | 73         |            |  |  |        |              |        |
|  |                  |                  |                  |               | A3              | Pool Comense | 73         |            |  |  |        |              |        |
|  |                  | B4               | Reyer Venezia    | 84            |                 |              |            |            |  |  |        |              |        |
|  | A1               | B4               | Reyer Venezia    | 84            | Basket Parma    | 67           |            |            |  |  |        |              |        |
|  | A1               |                  |                  |               | Basket Parma    | 67           |            |            |  |  |        |              |        |
|  | B4               | Reyer Venezia    | 84               |               |                 |              |            |            |  |  |        |              |        |

## Finale
| Arbitri: | Conti Weidmann (Campobasso) |

|              |       |           |
| Bonfiglio 19 | Punti | 14 Melain |

## Squadra vincitrice
Famila Schio (Terzo titolo): Susanna Bonfiglio, Anna Pozzan, Greta Gorlin, Anna Zimerle, Nicoletta Caselin, Penny Taylor, Nicole Antibe, Silvia Favento, Slobodanka Tuvić, Lorenza Arnetoli, Manuela Zanon. Allenatore: Santino Coppa.